# Große Moskwa-Brücke
Die Große Moskwa-Brücke (russisch Большой Москворецкий мост Bolschoi Moskworezki most) ist eine 1937 eröffnete Brücke in Moskau, die östlich des Kremls über die Moskwa führt. Die Brücke ist 554 m lang und 40 m breit. Sie diente 1987 dem Privatpiloten Mathias Rust als Landeplatz für sein Kleinflugzeug, mit dem er von Deutschland nach Moskau flog.

## Lage
Die Brücke liegt im Straßenzug des alten Verkehrsweges von Serpuchow nach Twer, der von Süden her kommend zuerst den Wasserumleitungskanal mit der Kleinen Moskwa-Brücke überquert, bevor er die Moskwa mit der Großen Moskwa-Brücke überquert. Die Fortsetzung der Straße führt an der Basilius-Kathedrale vorbei, über den Roten Platz, am Staatlichen Historischen Museum Moskau vorbei, über den Manege-Platz und wird danach zur Twerskaja-Straße. Der geneigte Platz westlich der Auffahrt zur Brücke, entlang der Kremlmauer zwischen Basilius-Kathedrale und Moskwa-Ufer, heißt Wassiljewski Spusk (etwa „Basilius-Abhang“).

## Geschichte
Die Brücke liegt an der Stelle eines der ältesten Flussübergänge Moskaus. Ab 1498 befand sich an dieser Stelle eine Schwimmbrücke. Sie wurde 1789 durch eine hölzerne Jochbrücke ersetzt. 1829 folgte eine Brücke mit hölzernem Überbau auf drei Steinpfeilern, die 1870 niederbrannte. Der Überbau wurde danach durch Stahlbögen ersetzt. 1936 begann der Bau der heutigen Brücke, die 1937 eröffnet wurde.
Im Rahmen der Olympischen Sommerspiele 1980 führte der Marathonlauf über die Brücke.
Am 28. Mai 1987 landete der Privatpilot Mathias Rust mit seiner Cessna 172 auf der nördlichen Auffahrt zur Großen Moskwa-Brücke in Richtung des Roten Platzes, von wo er bis vor die Basilius-Kathedrale ausrollte. Der Flug führte von Hamburg über Island, Norwegen und Finnland nach Moskau. Der Pilot wurde nach der Landung von Mitarbeitern des sowjetischen Geheimdienstes KGB festgenommen.
Der Oppositionspolitiker Boris Nemzow wurde am 27. Februar 2015 auf der Brücke ermordet.

## Bauwerk
Die heutige Brücke stammt von dem Ingenieur Wladimir Sergejewitsch Kirillow und dem Architekten Alexei Wiktorowitsch Schtschussew. Das Bauwerk hat drei Öffnungen, die mit Stahlbetonbögen überspannt sind.